# Fernando Figueroa
Fernando Figueroa (Ilobasco, 4 de març de 1849 - San Salvador, 16 de març de 1919), militar i polític salvadorenc. Va participar en les guerres contra Hondures i Guatemala. President interí en caure Rafael Zaldívar (maig-juny de 1885), i ministre de Guerra i Marina (1898-1903). Fou president de la república (1907-1911), prenent el relleu de Pedro José Escalón.